# Xangri-lá
Xangri-lá este un oraș și o municipalitate din statul Rio Grande do Sul (RS), Brazilia.